# 卡拉佩布斯
卡拉佩布斯是巴西里约热内卢州的一个市镇。总面积305.502平方公里，总人口11939人，人口密度39.1人/平方公里。